# Neoris alatauica
Neoris alatauica är en fjärilsart som beskrevs av Bang-haas 1936. Neoris alatauica ingår i släktet Neoris och familjen påfågelsspinnare. Inga underarter finns listade i Catalogue of Life.